# Of (città)
Of è un comune (turco: Of Belediyesi; greco: δῆμος Ὄφεως (τοῦ Πόντου) - dē̂mos Ópheōs (toû Póntou)) della provincia di Trebisonda, in Turchia, capoluogo del Distretto di Of.